# Homère le Jeune
Pour les articles homonymes, voir Homère (homonymie).
Homère de Byzance, surnommé Homère le Jeune, est un poète tragique grec du IIIe siècle av. J.-C. Il était considéré par le canon alexandrin comme l'un des sept poètes de la Pléiade tragique et de la Pléiade poétique.

## Notice historique
D'après la Souda, il était le fils d'Andromaque le Philologue et de la poétesse Myro. Il semble avoir été au sommet de sa gloire en même temps que Sosithée dont il était le rival (124e olympiade (-284 – -281). Il serait l'auteur de 45 tragédies. Ses œuvres ne nous sont pas parvenues, nous savons juste que Timon de Phlionte s'en serait servi pour ses propres œuvres.

## Sources
- (en + grc) Souda (lire en ligne) (σ 860, ο 253, μ 1464).
- Diogène Laërce, Vies, doctrines et sentences des philosophes illustres [détail des éditions] (IX).